# Crocidura batesi
Crocidura batesi är en däggdjursart som beskrevs av Guy Dollman 1915. Crocidura batesi ingår i släktet Crocidura och familjen näbbmöss. IUCN kategoriserar arten globalt som livskraftig. Inga underarter finns listade i Catalogue of Life.
Denna näbbmus förekommer i Afrika vid Guineabukten. Utbredningsområdet sträcker sig över Kamerun, Gabon och Kongo-Brazzaville. Habitatet utgörs av skogar i låglandet.